# Maziah Mahusin
Maziah Mahusin, född 18 mars 1993, är en friidrottare från Brunei. Hon deltog vid olympiska sommarspelen 2012.